# Herb Węgier
Herb Węgier – jeden z symboli narodowych Węgier. Parlament węgierski w 1990 roku przywrócił tradycyjny herb tego kraju.

## Opis
Herb Węgier przedstawiany jest na tarczy dwupolowej, podzielonej pionowo. Po prawej (heraldycznie, od strony trzymającego tarczę), w polu srebrnym cztery czerwone pręgi, w polu lewym, czerwonym, krzyż lotaryński srebrny, wyrastający ze złotej, otwartej korony wieńczącej środkowy szczyt potrójnej zielonej góry. Nad tarczą umieszczona jest Korona Świętego Stefana.

## Symbolika
Cztery pasy (pręgi) reprezentują cztery główne rzeki historycznych Węgier (Dunaj, Cisa, Drawa, Sawa). Trzy wzgórza oznaczają góry historycznych Węgier: Tatry, Fatrę, Matrę. Korona na szczycie pagórka symbolizuje dążenie do niepodległości Węgier. Krzyż, pierwotnie przedstawiany jako pojedynczy krzyż łaciński symbolizuje krzyż, który otrzymał od papieża Sylwestra II pierwszy król Węgier – św. Stefan, aby przypominał mu o misji chrystianizacji Węgier.

## Historia
Narodowe symbole Węgier przechodziły szereg przeobrażeń, oddających historyczne przemiany.
Przyjęło się nazywanie herbu z pręgami "starym" herbem, a z krzyżem "nowym". Nazwy te są mylące, gdyż prawdopodobnie starszy rodowód ma herb z krzyżem, gdyż niektórzy heraldycy wyprowadzają jego symbolikę jeszcze z czasów misji św. Cyryla i Metodego.
W najstarszej ikonografii przedstawianie są zazwyczaj oba herby razem, choć na oddzielnych tarczach. Niekiedy, zwłaszcza w starszych źródłach krzyż lotaryński umieszczany bywa na srebrnym (białym) polu. Jednym z najstarszych wyobrażeń herbów jest miniatura przedstawiająca św. Władysława w namiocie ozdobionym obu herbami, umieszczona w Chronicon Pictum (węg. Képes Krónika), iluminowanym rękopisie z poł. XIV w. Późniejsza kronika Jana Thuroczy, datowana na drugą połowę XV w. przedstawia herby oddzielnie, przy postaci króla Stefana II lub razem, na tarczy czteropolowej, wraz z herbem Czech i rodowym herbem Korwinów jako przynależne Maciejowi Korwinowi. Z samą srebrną tarczą z pasami spotyka się wizerunki m.in. Emeryka i Wacława Czeskiego. Królowie z dynastii andegaweńskiej używali zazwyczaj herbu dwupolowego, łączącego stary herb Węgier i lilie andegaweńskie. Jednak np. Ludwik Andegaweński, król Węgier, Polski i Czech używał tarczy czteropolowej z herbami wyżej wzmiankowanym dwupolowym, herbem Polski, nowym herbem Węgier i herbem Dalmacji.
Również materiał sfragistyczny i numizmatyczny z XII i XIII w. notuje oba herby węgierskie jednocześnie lub przemiennie.
Herbowi "pasiastemu" przypisuje się czasem hiszpańskie pochodzenie, związane z małżeństwem króla Emeryka z księżniczką Konstancją Aragońską. Niektórzy heraldycy traktują ten herb jako rodowy herb dynastii Arpadów, jest to jednak mało prawdopodobne, zważywszy że większość władców tej dynastii panowała w okresie przedheraldycznym, ponadto używała także drugiego herbu.
Od XIV w. tzw. stary herb odnoszony jest najczęściej do południowej części królestwa, nowy zaś do północnej. Stąd też podobieństwo herbu Słowacji, będącej długo pod panowaniem królów węgierskich, do tzw. nowego herbu.
Korona na szczycie pagórka zaczęła się pojawiać w XVII w. prawdopodobnie jako symbol dążeń do pełnej suwerenności Węgier, w związku z turecką dominacją.

Stary herb Węgier
Nowy herb Węgier
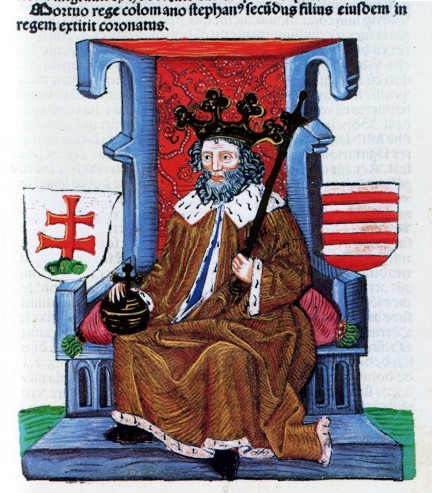
Miniatura z kroniki Jana z Turoczy
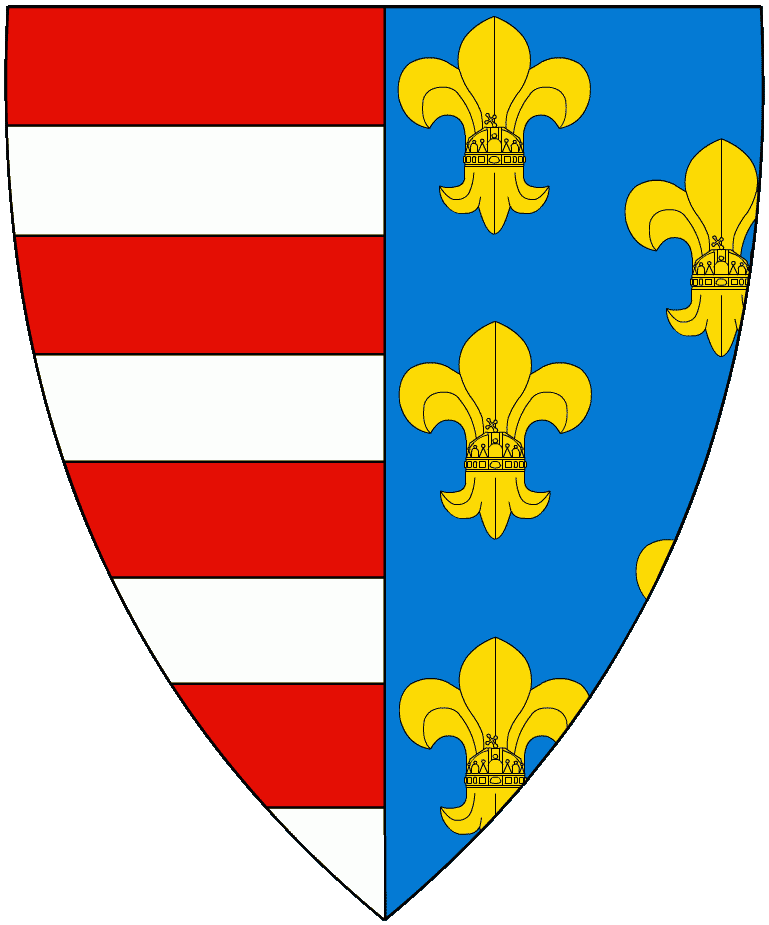
Herb z czasów dynastii andegaweńskiej
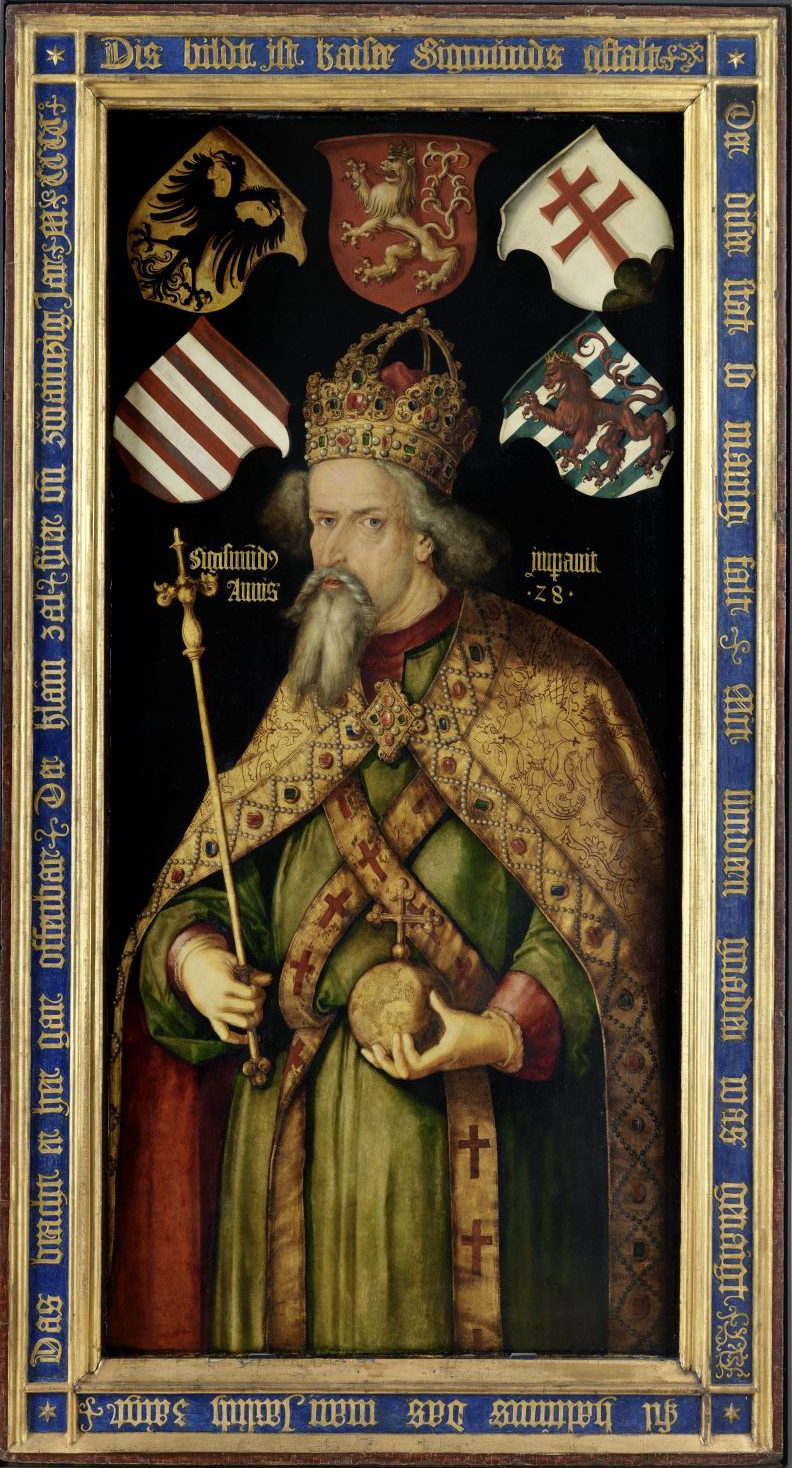
Herby używane przez Zygmunta Luksemburskiego
Herb Władysława I
Herb Władysława V
Pieczęć Macieja Korwina

Herby na pieczęci Macieja Korwina

Prywatny Herb Macieja Korwina
Prywatny herb Beatrycze Aragońskiej
Herb Czech
Herb Luksemburga
Herb Łużyc Dolnych
Herb Moraw
Herb Austrii
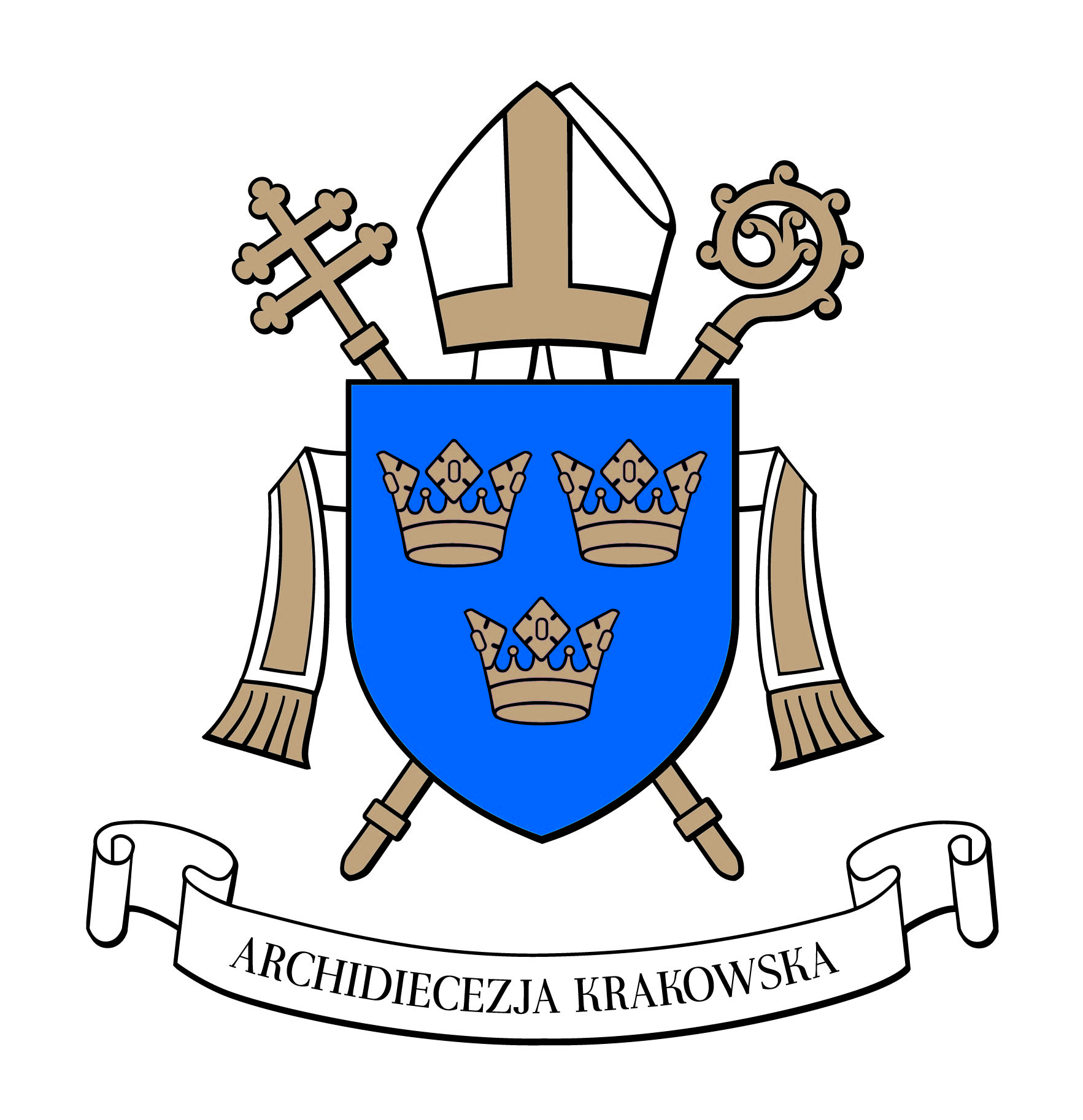
Herb Galicji
Herb Śląska
Herb Dalmacji
Herb Hunyady

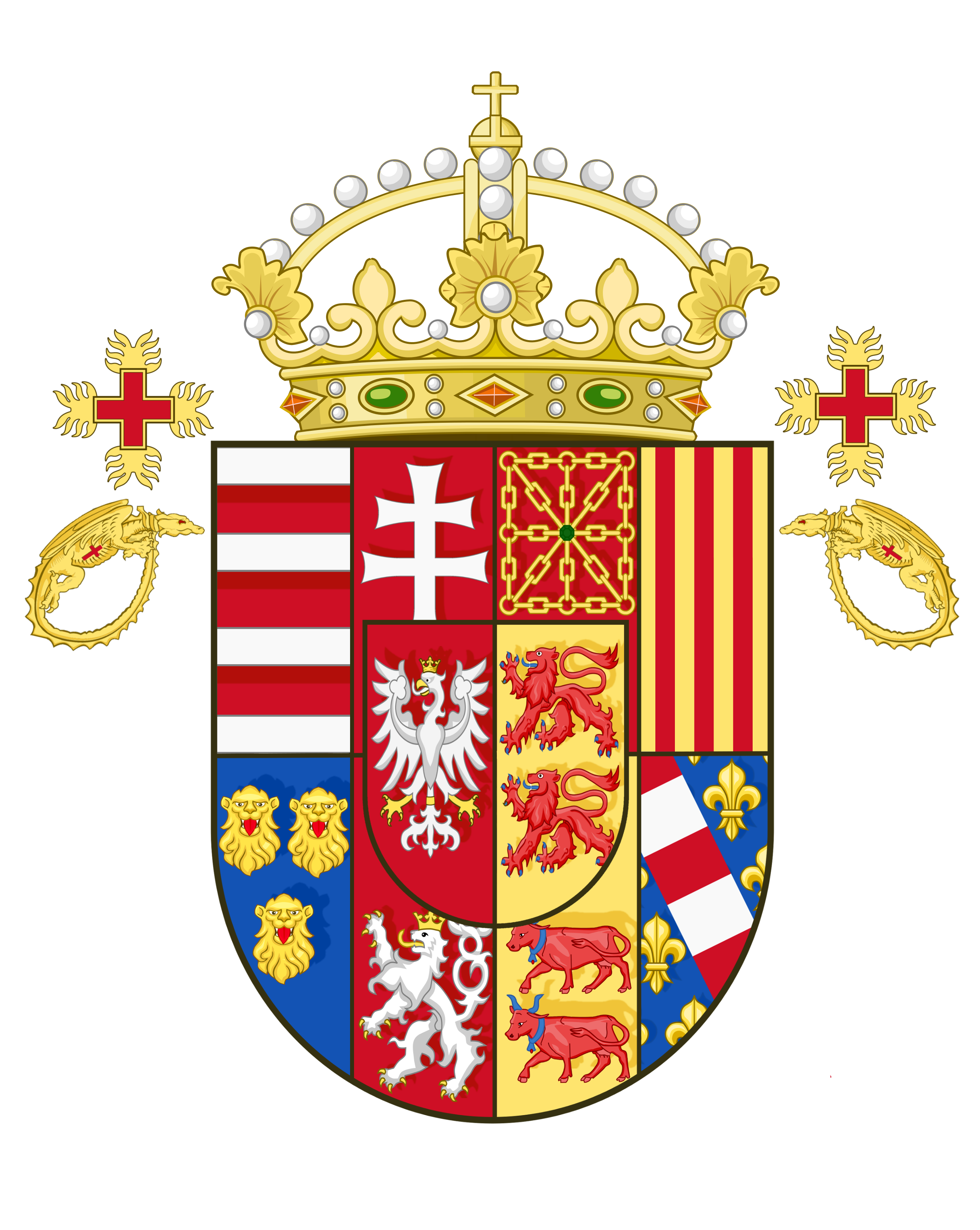
Herb Władysława II
Herb Ludwika II
Herb Jana I
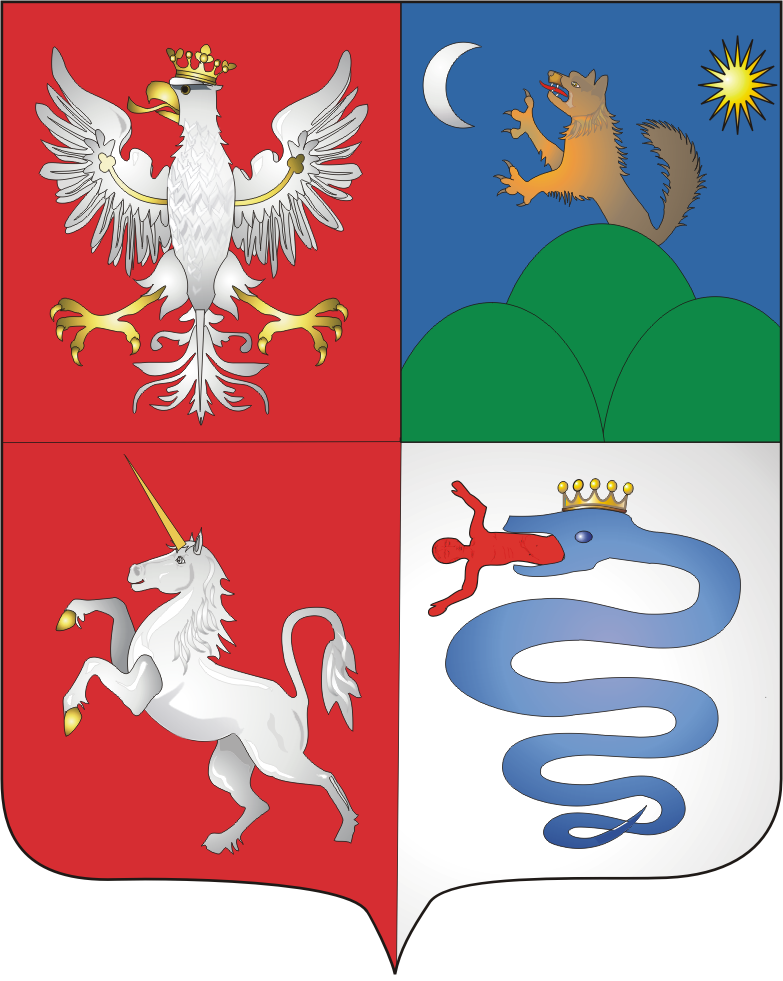
Herb Jana II

Herb w obecnej postaci, na tarczy dwupolowej zaczął pojawiać się od XVI w., ale na stałe zagościł w węgierskiej heraldyce w XVIII w. Łączony był w herbie Habsburgów z innymi herbami podległych ich ziem, i zwykle umieszczany w pierwszym polu cztero- lub pięciodzielnej tarczy.
Oficjalny herb państwowy Węgier w postaci zbliżonej do tej, jaka występuje obecnie pojawił się po raz pierwszy w 1848 r., w czasie powstania antyhabsburskiego pod wodzą Lajosa Kossutha i od jego nazwiska nazywany był godłem Kossutha. Istniała również wersja duża węgierskiego herbu z tego okresu. "Właściwy" był identyczny z aktualnym, ale nie zawierał korony. Ta do urzędowego herbu Węgier została dodana w 1867 r., gdy monarchia austriacka przekształciła się w dualistyczną, austro-węgierską. Jednak ówczesny herb Węgier poza herbem "właściwym" (herbem Kossutha), umieszczonym w centralnym punkcie, zawierał też symbole ziem wchodzących w skład ówczesnego Królestwa Węgier (Kraje Korony Świętego Stefana – drugi człon Austro-Węgier) tj.: Chorwacji, Siedmiogrodu, Fiume, Slawonii i Dalmacji, a od 1910 także Bośni. Herb te znany był w dwóch wersjach – "wielki", gdzie występowały postacie dwóch aniołów jako trzymacze heraldyczne oraz "średni" – pozbawiony tych ozdób. Ponadto na środku godła "średniego" i "dużego" znajdowała się (choć nie zawsze) tarcza herbowa Habsburgów Lotaryńskich

Herb Marii Teresy na terenie Cesarstwa
Herb Marii Teresy na terenie Węgier – protoplasta wielkiego herbu
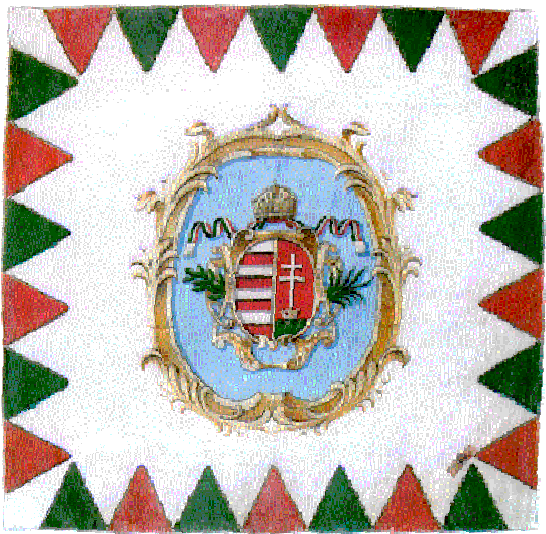
Herb na sztandarze honwedów z 1848 roku
Duży herb Kossutha z roku 1849
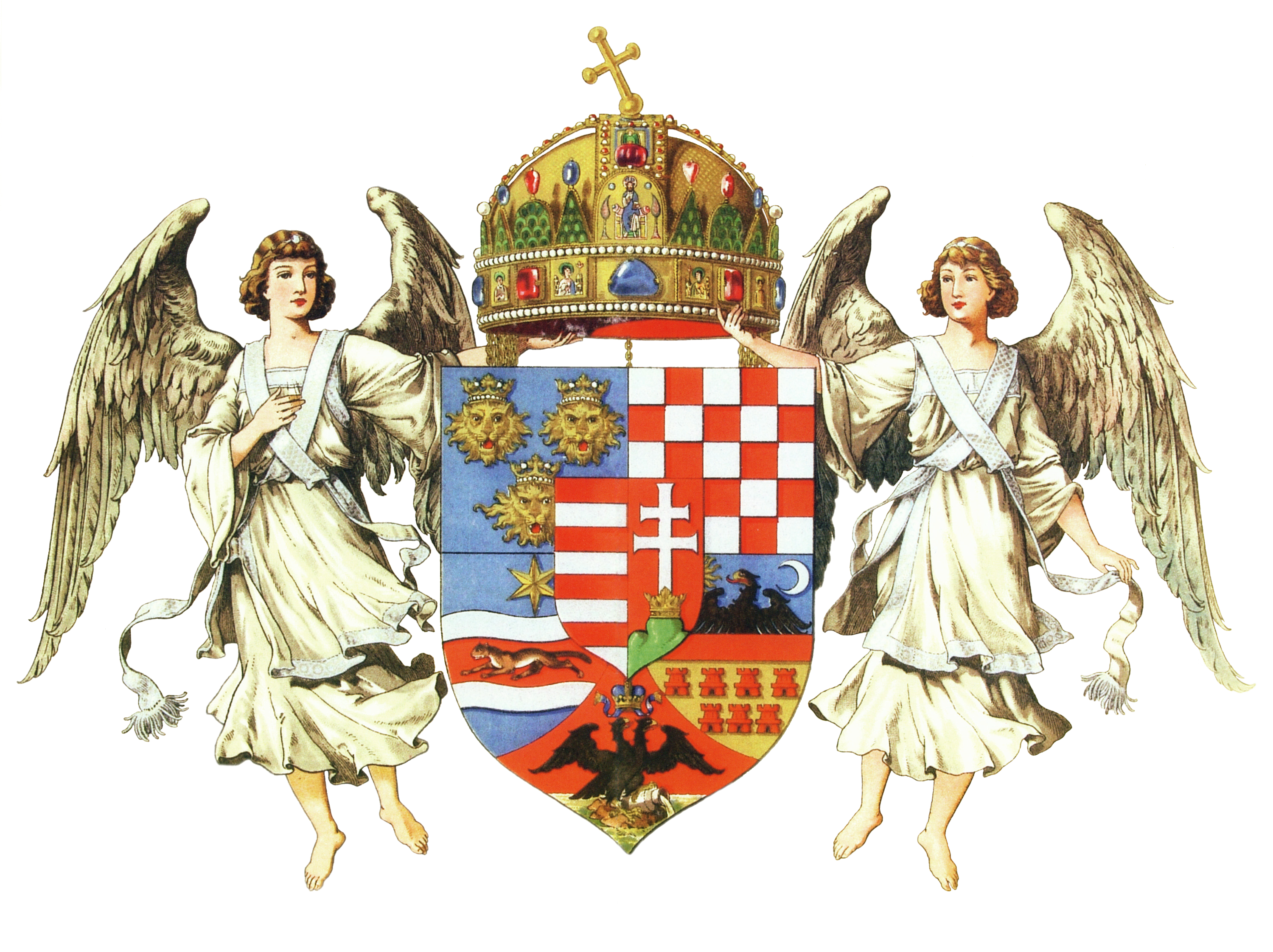
Herb Węgier od 1867 roku
Herb Węgier od 1915 roku

Herb Dalmacji
Herb Chorwacji
Herb Slawonii
Herb Galicji
Herb Lodomerii
Herb Raszki
Herb Serbii
Herb Kumanii
Godło Bułgarii
Herb Siedmiogrodu
Herb Fiume
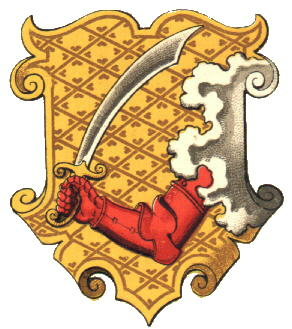
Herb Bośni

W czasie krótkich rządów komunistów w 1919 r. (Węgierska Republika Rad) za herb służyła po prostu czerwona flaga.

## Węgry Horthyego
W okresie międzywojennym (Królestwo Węgier bez króla) używano różnych wersji herbu – dawnego tzw. Kossutha (nazywanego też "małym") – taki herb widniał na fladze państwowej. Natomiast sztandar regenta zawierał dawny herb "średni" – ze znakami dawnych Wielkich Węgier (bez symboli habsburskich). Sztandar ten symbolizował nadzieje i pragnienia sporej części społeczeństwa węgierskiego na odzyskanie utraconych terenów. W latach 1938–1944 "średni" herb znajdował się na banderach i flagach wojennych.
W czasie krótkich rządów węgierskich faszystów (1944-1945) często używano jeszcze innego herbu – stary herb Węgier umieszczono na tle czerwonej litery H, a w tle znajdował się symbol strzałokrzyżowców.

Mały herb Węgier
Wielki herb Węgier
Herb Węgier podczas rządów strzałokrzyżowców

## Godła Węgier w okresie socjalistycznym
Po zakończeniu II wojny światowej, do 1949 r. godłem Węgier było tzw. godło Kossutha – wyglądające jak dzisiejsze godło Węgier, ale bez znajdującej się nad nim korony Świętego Stefana.
Godło Węgier przyjęte w 1949 r. miał jakoby osobiście zaprojektować szef partii komunistycznej w tym kraju – Mátyás Rákosi, stąd jego potoczna nazwa "godło Rákosiego". Całkowicie zrywało ono z używanym dotąd godłem Węgier. Zawiera typowe dla symboli państw socjalistycznych elementy jak czerwoną gwiazdę, młot (ale bez sierpa; rolnictwo symbolizował kłos zboża) i wieniec z kłosów. Jedynym narodowym elementem była szarfa w barwach węgierskiej flagi umieszczona u dołu godła. Godło to było w społeczeństwie bardzo niepopularne; kojarzono ze znienawidzonym Rákosim oraz z prowadzonymi przez niego represjami politycznymi.
W czasie powstania w 1956 r. znajdujące się na ówczesnej fladze Węgier godło było powszechnie wycinane (wskutek tego flagi powstańcze miały w środku dziurę). Niechęć do tego symbolu spowodowała, iż po roku 1956 zrezygnowano z niego.
Przez krótki czas nieoficjalnie używano ponownie tzw. herbu Kossutha, a 1 października 1957 dotychczasowe godło zostało oficjalnie zastąpione innym. Jego centralnym elementem zamiast skrzyżowanego młota i kłosa była tarcza w barwach flagi Węgier. Poza tą istotną zmianą nowe godło przypominało swojego poprzednika; poczyniono tylko pewne zmiany wyglądu wieńca, układu szarfy w barwach flagi i czerwonej gwiazdy. Godło to, potocznie nazywane godłem Kadara (od nazwiska nowego przywódcy kraju), obowiązywało do 1990 r.

Tymczasowy herb Węgier
Godło Węgier w latach 1949–1956
Godło Węgier w latach 1957–1990

W demokratycznej Republice Węgierskiej powrócono do zmodyfikowanego herbu "małego" z Koroną św. Stefana.
Niektóre środowiska i partie prawicowe posługują się dla celów politycznych herbem Wielkich Węgier.